# 1000-km-Rennen von Monza 2008

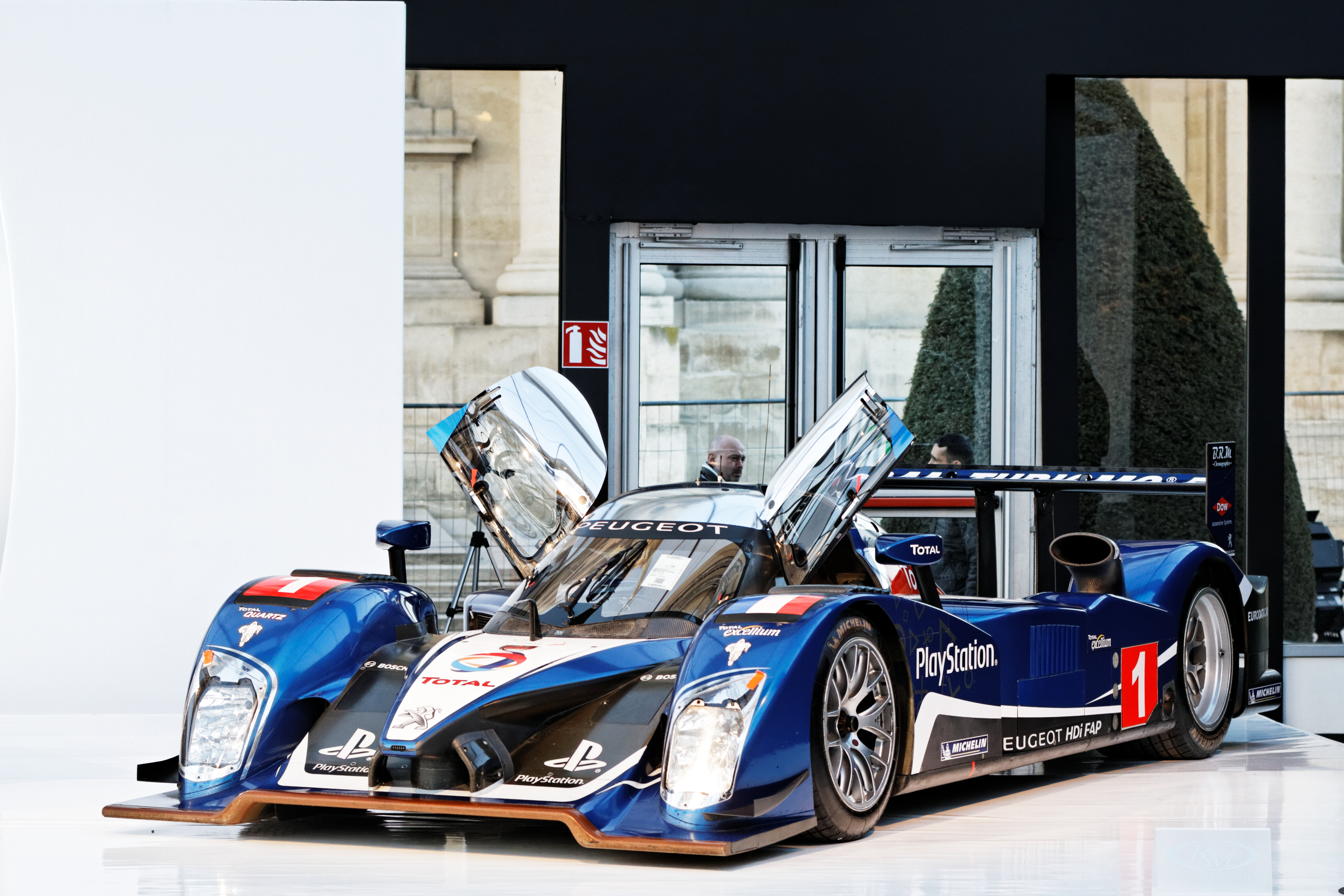
Peugeot 908 HDi FAP 2008

Das 37. 1000-km-Rennen von Monza, auch 1000 KM di Monza, Le Mans Series, Monza, fand am 27. April 2008 auf dem Autodromo Nazionale di Monza statt und war der zweite Wertungslauf der Le Mans Series dieses Jahres.

## Das Rennen
Im Qualifikationstraining sicherten sich, wie bereits bei der Saisoneröffnung in Barcelona, die beiden Peugeot-Prototypen die erste Startreihe. Mit einer Zeit von 1:31,470 Minuten umrundete Nicolas Minassian im Peugeot 908 HDi FAP mit der Startnummer 8 den Kurs am schnellsten.
Das Rennen wurde vom schweren Unfall des monegassen Stéphane Ortelli im Courage-Oreca LC70 überschattet. Knapp eine Stunde vor Rennschluss brach am Wagen bei mehr als 300 km/h Geschwindigkeit bei der Anfahrt zur Rettifilo-Schikane der Heckflügel. Das Fahrzeug brach nach rechts aus, bekam Unterluft und hob ab. Nach mehreren Überschlägen – den Audi R10 TDI, in dem zu diesem Zeitpunkt Allan McNish saß, verfehlte der Oreca nur um Zentimeter – blieb das völlig zerstörte Wrack an einem Begrenzungszaun hängen. Ortelli konnte dem Wrack selbst entsteigen und hatte neben Prellungen nur den Bruch eines Fußgelenks zu beklagen.
Vom Start weg führten die beiden Peugeot in der Reihenfolge Marc Gené vor Stéphane Sarrazin. An der dritten Stelle fuhr Rinaldo Capello im Audi mit der Nummer 1, der schon nach 15 Minuten wegen eines Reifenschadens an die Boxen musste. In der Folge entwickelte sich ein intensiver Dreikampf der beiden Peugeot mit dem Audi von Alexandre Prémat und Mike Rockenfeller, der zum Zweikampf wurde, weil Nicolas Minassian im Peugeot mit der Nummer 7 nach einem Problem mit der Antriebswelle viel Zeit in der Box verlor. Der Ortelli-Unfall löste eine längere Safety-Car-Phase aus. Danach lieferten sich Pedro Lamy und Mike Rockenfeller ein hartes Duell um die Führung. Mehrmals kam es zu engen Überholmanövern, die schließlich in einer Kollision endeten. Beide Fahrzeuge mussten die Boxen ansteuern; Rockenfeller zur Reparatur und Lamy zum Absitzen einer Stop-and-Go-Strafe, da er von der Rennleitung als Schuldiger an der Fahrzeugkollision ausgemacht wurde. Da die Reparaturarbeiten am Audi länger dauerten als der Strafstopp bei Peugeot, siegte Lamy am Ende mit einem Vorsprung von 45 Sekunden auf Rockenfeller im Audi. Es war der achte Sieg in Folge für einen Peugeot 908 HDi FAP bei einem Rennen der Le Mans Series.

## Ergebnisse

### Schlussklassement
| 1               | LMP1 | 8  | Team Peugeot Total            | Pedro Lamy Stéphane Sarrazin                                   | Peugeot 908 HDi FAP         | 173 |
| 2               | LMP1 | 2  | Audi Sport Team Joest         | Alexandre Prémat Mike Rockenfeller                             | Audi R10 TDI                | 173 |
| 3               | LMP1 | 17 | Pescarolo Sport               | Harold Primat Christophe Tinseau                               | Pescarolo 01                | 169 |
| 4               | LMP1 | 15 | Creation AIM                  | Robbie Kerr Bruce Jouanny Stuart Hall                          | Creation CA07               | 169 |
| 5               | LMP1 | 7  | Team Peugeot Total            | Marc Gené Nicolas Minassian                                    | Peugeot 908 HDi FAP         | 167 |
| 6               | LMP1 | 1  | Audi Sport Team Joest         | Rinaldo Capello Allan McNish                                   | Audi R10 TDI                | 166 |
| 7               | LMP1 | 18 | Rollcentre Racing             | Duncan Tappy Vanina Ickx Martin Short                          | Pescarolo 01                | 166 |
| 8               | LMP2 | 31 | Team Essex                    | Casper Elgaard John Nielsen                                    | Porsche RS Spyder           | 165 |
| 9               | LMP2 | 34 | Van Merksteijn Motorsport VAN | Peter van Merksteijn senior Jos Verstappen                     | Porsche RS Spyder           | 165 |
| 10              | LMP2 | 27 | Horag Racing                  | Didier Theys Fredy Lienhard Jan Lammers                        | Porsche RS Spyder           | 164 |
| 11              | LMP2 | 25 | RML                           | Thomas Erdos Mike Newton                                       | MG Lola EX265               | 164 |
| 12              | LMP2 | 35 | Saulnier Racing               | Pierre Ragues Matthieu Lahaye                                  | Pescarolo 01                | 163 |
| 13              | LMP1 | 44 | Kruse Schiller Motorsport     | Hideki Noda Jean de Pourtales                                  | Lola B05/40                 | 162 |
| 14              | LMP2 | 40 | Quifel ASM Team               | Olivier Pla Miguel Amaral                                      | Lola B05/40                 | 161 |
| 15              | GT1  | 59 | Team Modena                   | Antonio García Tomáš Enge                                      | Aston Martin DBR9           | 159 |
| 16              | GT1  | 72 | Luc Alphand Aventures         | Olivier Beretta Guillaume Moreau Patrice Goueslard             | Chevrolet Corvette C6.R     | 159 |
| 17              | LMP1 | 10 | Charouz Racing System         | Stefan Mücke Jan Charouz                                       | Lola B08/60                 | 158 |
| 18              | LMP2 | 45 | Embassy Racing                | Warren Hughes Mario Haberfeld                                  | Embassy WF01                | 155 |
| 19              | GT1  | 73 | Luc Alphand Aventures         | Jean-Luc Blanchemain Sébastien Dumez Patrice Manopoulos        | Chevrolet Corvette C6.R     | 155 |
| 20              | GT1  | 55 | IPB Spartak Racing            | Peter Kox Roman Rusinov                                        | Lamborghini Murciélago R-GT | 153 |
| 21              | GT2  | 91 | Farnbacher Racing             | Richard Westbrook Lars-Erik Nielsen Allan Simonsen             | Porsche 997 GT3 RSR         | 151 |
| 22              | LMP2 | 33 | Speedy Racing Team Sebah      | Xavier Pompidou Andrea Belicchi Steve Zacchia                  | Lola B08/80                 | 151 |
| 23              | GT2  | 90 | Farnbacher Racing             | Pierre Kaffer Pierre Ehret                                     | Ferrari F430 GTC            | 151 |
| 24              | GT2  | 99 | JMB Racing                    | Stéphane Daoudi Ben Aucott                                     | Ferrari F430 GTC            | 150 |
| 25              | GT2  | 94 | Speedy Racing Team            | Andrea Chiesa Benjamin Leuenberger                             | Spyker C8 Laviolette GT2R   | 147 |
| 26              | GT2  | 98 | JMB Racing                    | Peter Kutemann Bo McCormick Mauro Casadei                      | Ferrari F430 GTC            | 146 |
| 27              | GT2  | 77 | Team Felbermayr-Proton        | Marc Lieb Alex Davison                                         | Porsche 997 GT3 RSR         | 141 |
| 28              | GT2  | 95 | James Watt Automotive         | Paul Daniels Markus Palttala Tim Sugden                        | Porsche 997 GT3 RSR         | 135 |
| Nicht klassiert |      |    |                               |                                                                |                             |     |
| 29              | GT2  | 85 | Snoras Spyker Squadron        | Peter Dumbreck Ralf Kelleners Alex Vassiliev                   | Spyker C8 Laviolette GT2R   | 149 |
| Disqualifiziert |      |    |                               |                                                                |                             |     |
| 30              | GT2  | 76 | Imsa Performance Matmut       | Richard Lietz Raymond Narac                                    | Porsche 997 GT3 RSR         | 152 |
| Ausgefallen     |      |    |                               |                                                                |                             |     |
| 31              | LMP2 | 46 | Embassy Racing                | Jonny Kane Joey Foster                                         | WF01                        | 146 |
| 32              | LMP1 | 4  | Saulnier Racing               | Marc Faggionato Jacques Nicolet Richard Hein                   | Pescarolo 01                | 134 |
| 33              | LMP1 | 5  | Team Oreca Matmut             | Stéphane Ortelli Soheil Ayari                                  | Courage-Oreca LC70          | 130 |
| 34              | LMP1 | 16 | Pescarolo Sport               | Jean-Christophe Boullion Emmanuel Collard                      | Pescarolo 01                | 121 |
| 35              | GT2  | 96 | Virgo Motorsport              | Rob Bell Gianmaria Bruni                                       | Ferrari F430 GTC            | 119 |
| 36              | LMP2 | 32 | Barazi Epsilon                | Michael Vergers Juan Barazi Fernando Rees                      | Zytek 07S                   | 116 |
| 37              | LMP2 | 30 | Racing Box                    | Filippo Francioni Marco Didao                                  | Lucchini LMP2-08            | 115 |
| 38              | LMP2 | 41 | Trading Performance           | Claude-Yves Gosselin Karim Ojjeh Julian Schroyen               | Zytek 07S                   | 94  |
| 39              | GT2  | 75 | Imsa Performance Matmut       | Jean-Philippe Belloc Richard Balandras Michel Lecourt          | Porsche 997 GT3 RSR         | 86  |
| 40              | LMP1 | 20 | Epsilon Euskadi               | Angel Burgueño Miguel Ángel de Castro                          | Epsilon Euskadi ee1         | 73  |
| 41              | LMP2 | 37 | WR Salini                     | Stéphane Salini Philippe Salini Patrice Roussel                | WR LMP 2008                 | 71  |
| 42              | LMP1 | 6  | Team Oreca Matmut             | Olivier Panis Nicolas Lapierre                                 | Courage-Oreca LC70          | 27  |
| 43              | GT2  | 88 | Team Felbermayr-Proton        | Horst Felbermayr junior Christian Ried Horst Felbermayr senior | Porsche 997 GT3 RSR         | 22  |
| 44              | LMP2 | 26 | Bruichladdich Radical         | Jens Petersen Marc Rostan Jan-Dirk Lueders                     | Radical SR9                 | 6   |
| Nicht gestartet |      |    |                               |                                                                |                             |     |
| 45              | LMP1 | 14 | Creation AIM                  | Jamie Campbell-Walter Stuart Hall                              | Creation CA07               | 1   |

1 Unfall im Training

### Nur in der Meldeliste
Hier finden sich Teams, Fahrer und Fahrzeuge, die ursprünglich für das Rennen gemeldet waren, aber aus den unterschiedlichsten Gründen daran nicht teilnahmen.
| Pos. | Klasse | Nr. | Team                  | Fahrer                                                    | Chassis                     |
| ---- | ------ | --- | --------------------- | --------------------------------------------------------- | --------------------------- |
| 46   | LMP1   | 12  | Charouz Racing System | Greg Pickett Klaus Graf                                   | Lola B07/17                 |
| 47   | LMP1   | 19  | Chamberlain Synergy   | Bob Berridge Gareth Evans Amanda Stretton                 | Lola B06/10                 |
| 48   | LMP1   | 21  | Epsilon Euskadi       |                                                           | Epsilon Euskadi ee1         |
| 49   | GT1    | 50  | Larbre Compétition    | Christophe Bouchut Frédéric Makowiecki Patrick Bornhauser | Saleen S7-R                 |
| 50   | GT2    | 93  | James Watt Automotive | Alan van der Merwe Stéphane Lémeret Michael Outzen        | Aston Martin V8 Vantage GT2 |

### Klassensieger
| Klasse | Fahrer            | Fahrer            | Fahrer         | Fahrzeug            | Platzierung im Gesamtklassement |
| ------ | ----------------- | ----------------- | -------------- | ------------------- | ------------------------------- |
| LMP1   | Pedro Lamy        | Stéphane Sarrazin |                | Peugeot 908 HDi FAP | Gesamtsieg                      |
| LMP2   | Casper Elgaard    | John Nielsen      |                | Porsche RS Spyder   | Rang 8                          |
| GT1    | Antonio García    | Tomáš Enge        |                | Aston Martin DBR9   | Rang 15                         |
| GT2    | Richard Westbrock | Lars-Erik Nielsen | Allan Simonsen | Porsche 997 GT3 RSR | Rang 21                         |

### Renndaten
- Gemeldet: 50
- Gestartet: 44
- Gewertet: 28
- Rennklassen: 4
- Zuschauer: unbekannt
- Wetter am Renntag: warm und trocken
- Streckenlänge: 5,793 km
- Fahrzeit des Siegerteams: 4:59:07,955 Stunden
- Gesamtrunden des Siegerteams: 173
- Gesamtdistanz des Siegerteams: 1002,189 km
- Siegerschnitt: 201,019 km/h
- Pole Position: Nicolas Minassian – Peugeot 908 HDi FAP (#7) – 1:31,470 = 227,996 km/h
- Schnellste Rennrunde: Nicolas Minassian – Peugeot 908 HDi FAP (#7) – 1:32,449 = 225,852 km/h
- Rennserie: 2. Lauf zur Le Mans Series 2008